# 더 바디쇼 2
《더 바디쇼 2》(THE BODY SHOW 2)는 대한민국의 채널인 《온 스타일》의 바디 전문 예능 프로그램이다. 《더 바디쇼》에 후속작이다.

## 같이 보기
- 더 바디쇼 시리즈